# Howard Rovics
Howard Rovics (* 7. Mai 1936) ist ein US-amerikanischer Komponist, Pianist und Musikpädagoge.
Rovics war Anfang der 1960er Jahre Schüler von Stefan Wolpe. Er komponierte u. a. Klavierwerke (Three Studies for Piano, auf LP mit Anne Chamberlain; Sonata for piano), Kammermusik (Echo for Voice, Flute and Piano, Incantation for cello and piano, Cybernetic Study for alto flute and piano, Serenade for flute und piano), Lieder (u. a. Songs on Chinese Poetry) und eine Sinfonie.

## Weblink
- Homepage von Howard Rovics